# Liriomyza flavolateralis
Liriomyza flavolateralis är en tvåvingeart som först beskrevs av Watt 1923.  Liriomyza flavolateralis ingår i släktet Liriomyza och familjen minerarflugor. Inga underarter finns listade i Catalogue of Life.